# Marcus Andreasson
Marcus Andreasson, född 13 juli 1978 i Buchanan i Liberia, är en före detta professionell svensk fotbollsspelare som spelar för Kosta IF. Han har en liberiansk mor och en svensk far.

## Spelarkarriär
Andreasson debuterade 1997 för Öster i Allsvenskan. Efter flytten från England 2001 har han spelat i norska tippeligan.
Under sommaren 2006, efter att ha tackat nej till bland annat Aalesunds FK, Kalmar FF och Viking, signerade han ett nytt kontrakt som innebär att han blev kvar i Norge fram till 2011. Har även representerat Kalmar FF i allsvenskan.
Efter tio säsonger i Norska ligan skrev han i december 2010 på ett 2,5-årskontrakt för Belgiska Lierse. I juni 2012 blev han klar för moderklubben Kosta IF som spelade i division 6.
Han har spelat U21-landskamper för Sverige vilket innebär att han inte kan representera Liberia i seniorsammanhang.